# Resincronizzazione ventricolare
La resincronizzazione ventricolare o resincronizzazione cardiaca (detta anche CRT, dall'inglese Cardiac Resynchronization Therapy) è una terapia non farmacologica di stimolazione del cuore, indicata per correggere artificialmente un ritardo nella conduzione del segnale elettrico dei ventricoli. Essa si attua attraverso l'impianto di pacemaker o defibrillatori particolari detti biventricolari, che consentono di stimolare elettricamente entrambi i ventricoli in modo da resincronizzare la contrazione dei ventricoli e in particolare la contrazione delle pareti del ventricolo sinistro, migliorandone la gittata.
La resincronizzazione cardiaca consente il miglioramento della funzione cardiaca, dei sintomi e delle ospedalizzazioni e riduce significativamente la mortalità.
Alcune patologie cardiache (infarto, cardiomiopatia dilatativa, etc.) possono causare danni al sistema di conduzione del cuore: quando questi danni si generano nella porzione del sistema di conduzione che distribuisce il segnale elettrico nei due ventricoli, si può generare una perdita di sincronia dell'attivazione elettrica dei ventricoli e di conseguenza una dissincronia della contrazione meccanica delle pareti dei ventricoli stessi; ne consegue una riduzione della capacità di pompa del ventricolo sinistro con conseguente calo della gittata cardiaca sistemica. Dal punto di vista clinico, questa riduzione della gittata cardiaca dovuta a dissincronia è una delle possibili cause di insufficienza cardiaca e si evidenzia con dispnea da minimo sforzo, ridotta capacità di esercizio, astenia. Questa condizione può inoltre aumentare il rischio di aritmie ipercinetiche, anche letali.
I dispositivi sono impiantati in pazienti opportunamente selezionati, già in terapia medica ottimale (associazione di betabloccante, ACE-inibitore e/o sartani e diuretici). 